# 전라선
전라선(全羅線)은 호남선 익산역과 여수엑스포역을 잇는 한국철도공사의 간선철도 노선이다.
2012년 세계 박람회 개최와 함께 선형 개량과 복선 전철화 사업이 2011년 10월 5일 완공되었으나, 여천역 이남 구간은 여전히 단선이다.

## 역사
1913년 1월 전북철도주식회사가 철도 부설면허를 받아 1914년 2월 자본금 30만원으로 회사를 설립한 후, 60만원으로 증자해 본사를 전주에 두었다. 1914년 5월 토목공사에 착수해 같은 해 10월에 준공하고, 1914년 10월 17일 이리 ~ 전주 구간이 여객 운송을 개시하였다. 또한 화물 등 일반 운송업무는 같은 해 12월 1일부터 시작하였다. 본선 철도 시설의 총 건설비는 1927년 기준으로 55만 3천원이었다. 1927년 10월 조선총독부에서 90만원에 매수해 경전북부선으로 개칭하고, 표준궤로 개궤하였다. 그 당시 철도 종사원수는 112명이었고 기관고 1개소, 정차장 7개소와 차량은 기관차 6량, 객차 18량, 화물차 53량 등 이었다. 1일 1리 평균 수입은 1926년 51원으로, 사설철도 가운데 영업실적은 양호한 것으로 평가되었다.

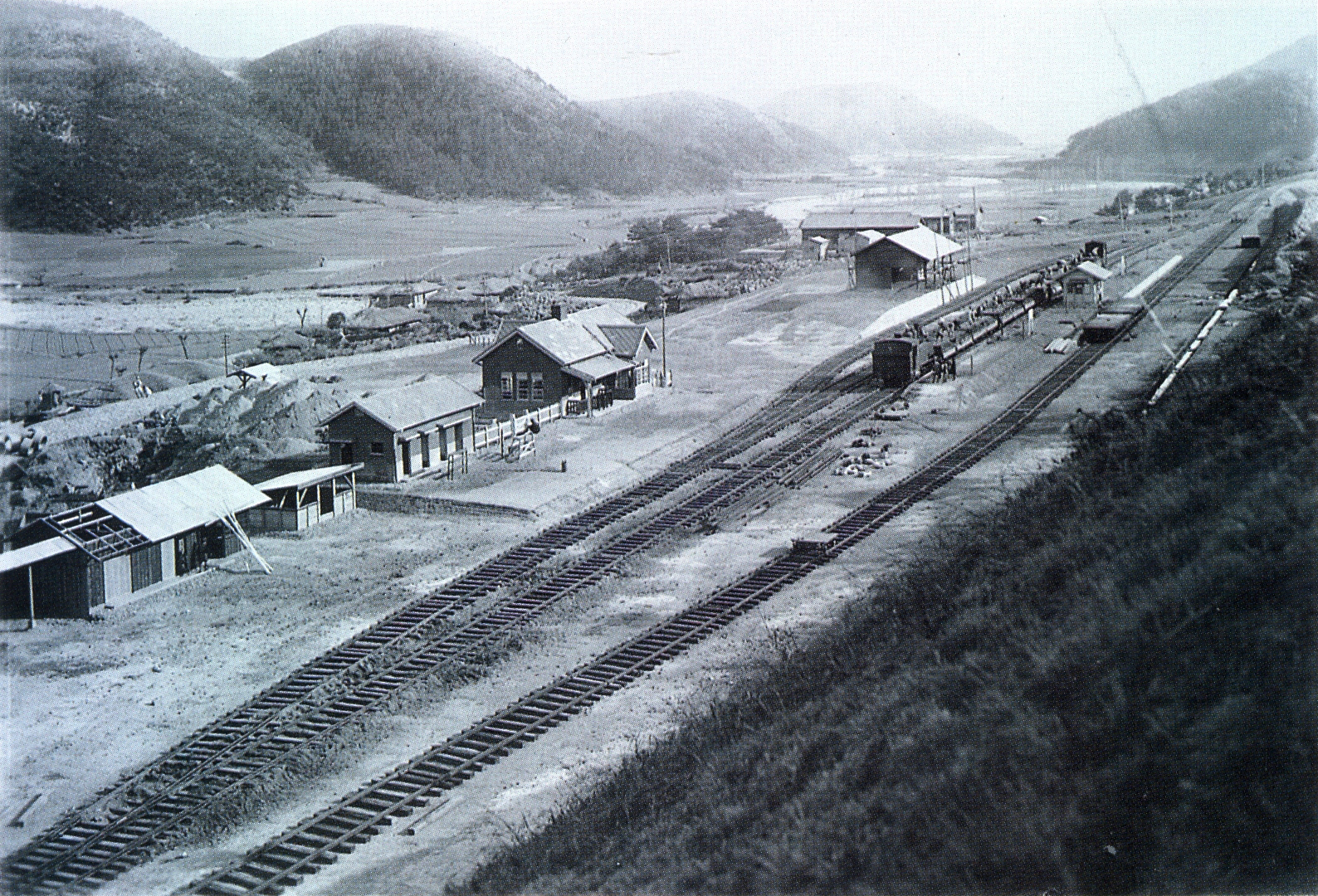
1936년의 개운역, 현재는 이설됨

그 이후 1929년 4월 18일 표준궤로 개궤하는 공사에 착공해 역사 등을 전면 신축하거나 개축했다. 개축 건조물 중 특이한 것은 익산역의 근대식 사옥 건물 구조와는 대조적으로 전주역사를 한옥 양식으로 세운점이다. 1931년 10월 1일 전주 ~ 남원 구간의 개통을 시작으로 1933년 10월 5일 남원 ~ 곡성, 1936년 12월 16일 곡성 ~ 순천 구간 등이 차례로 개통되었다. 순천 ~ 여수항 구간은 이미 개통된 남조선철도 소속 광려선을 조선총독부가 1936년 9월 매수해 대대적으로 보수하였다. 광려선 인수와 함께 익산 ~ 여수항 구간을 전라선으로 개칭해 1937년 3월 전 구간이 개통되었다.
광복 이후 1981년 5월 25일 동산 ~ 신리 구간 이설과 함께 전주시내 구간은 동산 ~ 북전주 구간을 북전주선으로 남기고 폐지되었다. 한편 1990년대 이르어 여객열차, 화물열차의 빈번한 운행으로 선로용량 포화상태에 이르자 선로용량 증대와 고속화를 꾀하기 위해 신리 ~ 임실, 금지 ~ 압록, 구례구 ~ 동순천 등 64.3km 구간을 1단계 구간으로 1989년 11월 18일에 복선화 공사를 착공하였고, 이후 잔여구간을 2단계 구간으로 1998년 6월 12일 착공하였다. 1단계 구간은 1999년 5월 18일 완공되었고 이후에 2단계 압록 ~ 구례구의 8.9km 구간이 2001년 12월 27일 단선으로 이설 후, 복선화로 2002년 10월 15일 완공되었다. 이후 임실 ~ 금지의 49.4km 구간도 2004년 8월 31일 추가로 완공되었다.

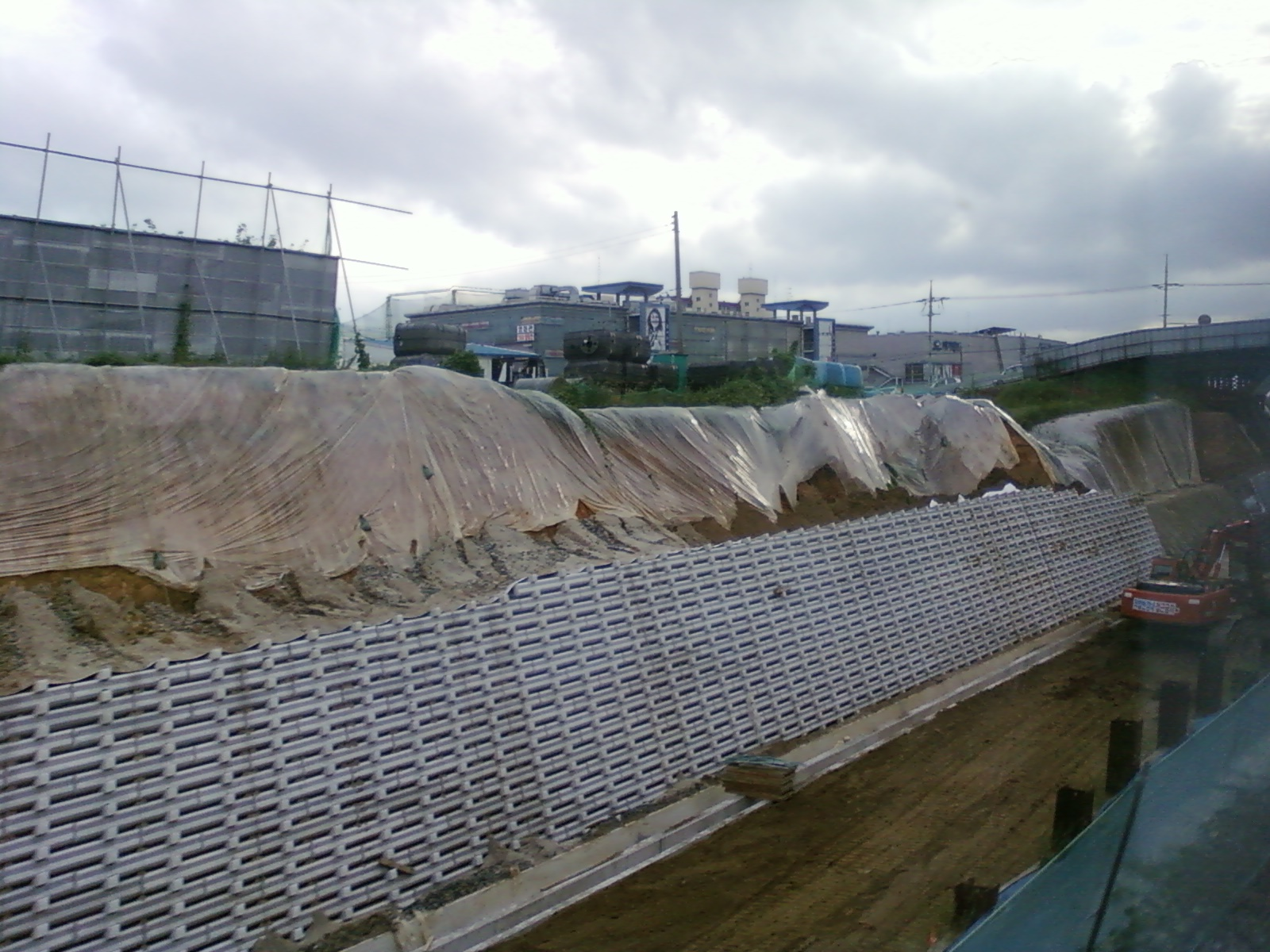
전주시 부근에서 복선전철화 공사가 진행 중인 모습

2008년 1월 1일에는 군산선이 장항선으로 편입되면서 통근열차가 폐지되었다. 2010년 10월 동운 ~ 순천 간 일부인 2.35km가 지하로 이설되면서, 순천 시내를 통과하도록 변경되어 복선화되었다. 2011년 4월 5일에는 순천 ~ 여수 구간 선로 이설로 덕양역, 여천역이 이전되고 신풍역, 미평역, 만성역이 폐역되었다. 2011년 10월 5일 KTX 운행이 시작되었고, 2014년 6월 1일부터 ITX-새마을도 운행을 시작하였다.
2014년 8월 18일부터 남원, 여천역 KTX 정차 횟수가 증가하였다. 2015년 4월 2일 호남고속철도 개통과 함께 익산역에서 호남고속선을 경유하는 방향으로 KTX 진행 방향이 변경되었고 상행 10회, 하행 10회 등 이전보다 2편성 증가하였다. 열차 번호 순서도 재배치되었고 KTX-1이 일 상행 3편성, 하행 3편성 투입되는 것으로 변경되었다. 이를 통해 종점인 여수엑스포역까지 정차역 변수에 따라 2시간 40분에서 3시간 7분가량 소요된다.
2016년 12월 9일 수서고속철도 개통과 함께 KTX는 상행 14회, 하행 14회로 이전보다 4편성 증가하였고 증편된 4편성 가운데 2편성은 서대전역 경유 열차로 신설되었다.
2018년 현재 이 노선 내의 정차역 수는 11개 역이며 이 중에서 KTX 정차역은 익산 - 전주 - 남원 - 곡성 - 구례구 - 순천 - 여천 - 여수엑스포 등 8개역으로, 전 열차가 정차하는 역은 익산 - 전주 - 남원 - 순천 - 여수엑스포 등 총 5개역이다. 그리고 그와 함께 누리로도 운행을 시작하였으나, 2018년 8월 30일 상행열차를 끝으로 운행이 종료되었다.
서울을 오고가는 전라선 경유 열차는 현재 여수엑스포 - 수서/용산/행신 열차지만, 예전에는 용산을 출발해 순천에서 여수 대신 경전선으로 진입하여 진주로 가는 야간 무궁화호 1편성도 있었다.

## 연혁

### 일제강점기 시절
- 1913년 1월: 전북철도주식회사가 조선총독부측에 이리 - 전주 간 협궤철도 노선 부설을 허가받음.
- 1914년 2월: 전북철도주식회사 회사설립 (자본금 30만원)
- 1914년 5월: 토목공사에 착수.
- 1914년 10월 17일: 준공 및 이리 ~ 전주 구간이 여객 운송을 개시
- 1914년 11월 12일: 협궤철도 부설완료.
- 1927년 10월: 조선총독부에서 해당 노선 매수.
- 1929년 4월 18일: 이리(현, 익산)-여수간이 철도를 전주 방면에서부터 광궤도선으로 개축공사에 착공
- 1930년 1월 11일: 표준궤로 개궤.
- 1930년 12월 25일: 순천 ~ 여수항 구간 준공 및 보통역으로 영업개시
- 1931년 10월 1일: 전주 ~ 남원 구간 준공.
- 1933년 10월 15일: 남원 ~ 곡성 구간 준공.
- 1936년 12월 16일: 곡성 - 순천 개통, 전라선으로 개명.
- 1937년 3월: 광려선 구간이던 순천 ~ 여수 구간을 매입으로 전라선 전구간 개통.
- 1938년 10월 1일: 역명변경(구이리→동이리)
- 1942년 7월 1일: 신리역을 보통역으로 승격.
- 1943년 12월 1일: 여수항역을 폐지하고 여수부두역으로 개칭.
- 1945년 8월 15일: 8.15 광복과 동시에 여수부두역 폐지.

### 해방이후 단선비전철 시절
- 1948년 11월 7일: 여순사건으로 압록역 소실(11월 8일 가역사 준공).
- 1950년 7월 8일: 6.25전쟁으로 남원역 소실.
- 1955년 9월 1일: 신풍역을 무배치간이역에서 배치간이역으로 승격, 여객 및 소화물취급 개시.
- 1956년 7월 27일: 남원역사 준공.
- 1965년 6월 21일: 봉천역을 무배치간이역으로 영업개시(오수역관리)
- 1966년 10월 11일: 상동역을 무배치간이역으로 영업개시.
- 1967년 6월 7일: 산성역을 임시승강장으로 개업.
- 1969년 10월 5일: 현재의 덕양역사준공.
- 1971년 9월 10일: 덕진역을	민수용 무연탄도착취급역 지정
- 1975년 5월 1일: 덕진역을 민수용 무연탄도착취급역 지정취소.
- 1981년 5월 25일: 전라선의 전주도심구간 이설사업으로 동산 ~ 신리 구간이 이설되면서, 전주산업단지의 화물 출입을 위하여 동산 ~ 북전주 구간은 북전주선으로 명칭변경. 전주역 신축이전.
- 1989년 11월 18일: 전라선 1단계 구간 선형개량 공사착공(신리-임실, 금지-압록, 구례구-동순천의 64.3km)[9]
- 1997년 6월 1일 : 춘포역 배치간이역으로 격하[10]
- 1998년 12월 1일 : 전라선 완행열차 비둘기호 운행중단 통근형 통일호로 전환
- 1998년 6월 12일: 전라선 2단계 구간 선형개량 공사착공(임실 - 금지, 압록 - 구례구의 58.3km)

### 복선화 시대
- 1999년 5월 18일: 1단계 전구간 복선·직선화 개통.(신리～임실, 금지～압록, 구례구～동순천 간)[11]
- 2001년 12월 27일: 2단계 중 압록 - 구례구(8.9km)구간 단선직선화 개통.
- 2004년 4월 1일: 통일호 종운식
- 2004년 8월 31일: 2단계 전구간 복선·직선화 개통.[12]
- 2004년 10월 8일 : 동순천 ~ 순천 2.9km 구간 복선전철화 공사착공, 순천 ~ 여수 33.7km 구간 복선전철화 공사착공.
- 2004년 12월 10일 : 춘포, 죽림온천, 개운, 동운, 성산, 신풍역 6개역을 무배치간이역으로 격하[13]
- 2005년 11월 21일: 춘포역사 등록문화재로 지정.
- 2006년 6월 23일: 동순천역 폐지.
- 2007년 1월 25일: 여천터널 5.9㎞ 관통[14]
- 2007년 7월 31일: 임대형 민자사업(BTL) 방식으로 전라선 익산 ~ 신리 34.4km 구간 복선전철화 공사착공.[15]
- 2009년 12월 17일: 순천역 신역사 준공 (조곡동→덕암동)
- 2010년 10월: 전라선 동운 - 순천 사이 2.35km 지하화 완공.

### 고속철도 시대
- 2011년 10월 5일: 익산 ~ 여천구간 복선전철화 준공 및 KTX운행개시.[16]
- 2012년 5월 1일: 전라선 고속화사업 완료.[17]
- 2015년 4월 2일: 호남고속선개통으로 호남고속선 경유 KTX운행계통으로 영업시작.[18]
- 2016년 12월 9일 : 누리로 운행 개시
- 2018년 6월 30일 : 누리로 운행 종료
- 2019년 4월 17일 : 철도 노선번호 변경에 따라 309로 변경[19]
- 2023년 7월 15일: 집중호우로 철로에 토사가 유입되거나 선로 손상으로 모든 열차가 운행중지
- 2023년 9월 1일: ITX-마음, SRT 운행 개시

## 역 목록
●표는 전 열차 정차, ▲표는 일부열차 정차, |표는 전 열차 통과.
- K : KTX
- R : SRT
- 새  : ITX-새마을
- I : ITX-마음
- 무 : 무궁화호

| 역명                 | 로마자 역명     | 한자 역명 | 역간 거리 | 영업 거리 | K R   | 새 | I  | 무 | 접속 노선                | 소재지         | 소재지 | 비고   |
| -------------------- | --------------- | --------- | --------- | --------- | ----- | -- | -- | -- | ------------------------ | -------------- | ------ | ------ |
| ↑ 경부선 용산역 방면 |                 |           |           |           |       |    |    |    |                          |                |        |        |
| 익산                 | Iksan           | 益山      | 0.0       | 0.0       | ●     | ●  | ●  | ●  | 호남선 장항선 호남고속선 | 전북특별자치도 | 익산시 |        |
| 동익산               | Dongiksan       | 東益山    | 2.8       | 2.8       | ｜    | ｜ | ｜ | ｜ | 익산삼각선               | 전북특별자치도 | 익산시 |        |
| 삼례                 | Samnye          | 參禮      | 10.8      | 13.6      | ｜    | ▲  | ｜ | ●  |                          | 전북특별자치도 | 완주군 |        |
| 동산                 | Dongsan         | 東山      | 4.0       | 17.6      | ｜    | ｜ | ｜ | ｜ | 북전주선                 | 전북특별자치도 | 전주시 |        |
| 전주                 | Jeonju          | 全州      | 7.9       | 25.5      | ●     | ●  | ●  | ●  |                          | 전북특별자치도 | 전주시 |        |
| 신리                 | Sin-ri          | 新里      | 9.4       | 34.9      | ｜    | ｜ | ｜ | ｜ |                          | 전북특별자치도 | 완주군 |        |
| 죽림온천             | Jungnim oncheon | 竹林溫泉  | 5.1       | 40.0      | ｜    | ｜ | ｜ | ｜ |                          | 전북특별자치도 | 완주군 | 무인역 |
| 관촌                 | Gwanchon        | 館村      | 9.0       | 49.0      | ｜    | ｜ | ｜ | ｜ |                          | 전북특별자치도 | 임실군 |        |
| 임실                 | Imsil           | 任實      | 4.0       | 53.0      | ｜    | ▲  | ｜ | ●  |                          | 전북특별자치도 | 임실군 |        |
| 봉천                 | Bongcheon       | 鳳泉      | 6.3       | 59.3      | ｜    | ｜ | ｜ | ｜ |                          | 전북특별자치도 | 임실군 | 무인역 |
| 오수                 | Osu             | 獒樹      | 4.3       | 63.6      | ｜    | ▲  | ｜ | ●  |                          | 전북특별자치도 | 임실군 |        |
| 서도                 | Seodo           | 書道      | 5.9       | 69.5      | ｜    | ｜ | ｜ | ｜ |                          | 전북특별자치도 | 남원시 |        |
| 산성                 | Sanseong        | 山城      | 6.4       | 75.9      | ｜    | ｜ | ｜ | ｜ |                          | 전북특별자치도 | 남원시 | 무인역 |
| 남원                 | Namwon          | 南原      | 3.6       | 79.5      | ●     | ●  | ●  | ●  |                          | 전북특별자치도 | 남원시 |        |
| 주생                 | Jusaeng         | 周生      | 5.8       | 85.3      | ｜    | ｜ | ｜ | ｜ |                          | 전북특별자치도 | 남원시 | 무인역 |
| 옹정                 | Ongjeong        | 甕井      | 3.0       | 88.3      | ｜    | ｜ | ｜ | ｜ |                          | 전북특별자치도 | 남원시 | 무인역 |
| 금지                 | Geumji          | 金池      | 3.1       | 91.4      | ｜    | ｜ | ｜ | ｜ |                          | 전북특별자치도 | 남원시 |        |
| 곡성                 | Gokseong        | 谷城      | 5.7       | 97.1      | K▲ R● | ●  | ●  | ●  |                          | 전라남도       | 곡성군 |        |
| 압록                 | Amnok           | 鴨綠      | 11.5      | 108.6     | ｜    | ｜ | ｜ | ｜ |                          | 전라남도       | 곡성군 |        |
| 구례구               | Guryegu         | 求禮口    | 8.8       | 117.4     | K▲ R● | ●  | ●  | ●  |                          | 전라남도       | 순천시 |        |
| 봉덕                 | Bongdeok        | 鳳德      | 3.6       | 121.0     | ｜    | ｜ | ｜ | ｜ |                          | 전라남도       | 순천시 | 무인역 |
| 괴목                 | Goemok          | 槐木      | 5.2       | 126.2     | ｜    | ｜ | ｜ | ｜ |                          | 전라남도       | 순천시 | 무인역 |
| 개운                 | Gaeun           | 開雲      | 8.2       | 134.4     | ｜    | ｜ | ｜ | ｜ |                          | 전라남도       | 순천시 | 무인역 |
| 동운                 | Dongun          | 東雲      | 3.2       | 137.6     | ｜    | ｜ | ｜ | ｜ |                          | 전라남도       | 순천시 | 무인역 |
| 순천                 | Suncheon        | 順天      | 8.0       | 145.6     | ●     | ●  | ●  | ●  | 경전선                   | 전라남도       | 순천시 |        |
| 성산                 | Seongsan        | 星山      | 5.2       | 150.8     | ｜    | ｜ | ｜ | ｜ | 전경삼각선               | 전라남도       | 순천시 | 무인역 |
| 율촌                 | Yulchon         | 栗村      | 6.2       | 157.0     | ｜    | ｜ | ｜ | ｜ |                          | 전라남도       | 여수시 |        |
| 덕양                 | Deogyang        | 德陽      | 8.6       | 165.6     | ｜    | ｜ | ｜ | ｜ | 여천선                   | 전라남도       | 여수시 |        |
| 여천                 | Yeocheon        | 麗川      | 5.3       | 170.9     | K▲ R● | ●  | ●  | ●  |                          | 전라남도       | 여수시 |        |
| 여수엑스포           | Yeosu-Expo      | 麗水EXPO  | 9.5       | 180.4     | ●     | ●  | ●  | ●  |                          | 전라남도       | 여수시 |        |

### 폐지된 전주 시내 구간
동산 - 북전주 - 덕진 - 신리

## 지선 노선
전라선에는 총 2개의 지선 철도가 있다.
| 번호  | 노선 명칭 | 기점   | 종점     | 연장(km) | 비고 |
| ----- | --------- | ------ | -------- | -------- | ---- |
| 30901 | 북전주선  | 동산역 | 북전주역 | 1.7      |      |
| 30902 | 여천선    | 덕양역 | 적량역   | 11.6     |      |

### 북전주선
북전주선은 동산역과 북전주역을 연결하는 철도 노선이다. 본래 전라선 본선 구간에 해당되었으나, 1981년 5월 25일 동산역 ~ 신리역 구간이 이설되면서 전주산업단지 화물 출입을 위해 동산 ~ 북전주 구간을 존치시킨 것이다. 국토교통부의 한국철도영업거리표 상 노선 번호는 30901이다.

### 여천선
여천선은 덕양역과 적량역을 연결하는 철도 노선이다. 여수국가산업단지로 이어지는 화물 전용 노선이며, 국토교통부의 한국철도영업거리표 상 노선 번호는 30902이다.

## 터널 목록
| 터널 이름  | 소재지 | 길이   | 준공년도 | 비고     |
| 후정터널   |        | 80m    | 2011년   |          |
| 아중1터널  |        | 190m   | 2011년   |          |
| 아중2터널  |        | 190m   | 2011년   |          |
| 고덕터널   |        | 1,245m | 2011년   |          |
| 신리터널   |        | 220m   | 2011년   |          |
| 죽림터널   |        | 190m   | 1999년   |          |
| 남관터널   |        | 320m   | 1999년   |          |
| 슬치터널   |        | 6,128m | 1999년   | 최장터널 |
| 병암터널   |        | 210m   | 1999년   |          |
| 응암터널   |        | 452m   | 1999년   |          |
| 용운터널   |        | 144m   | 1999년   |          |
| 임실터널   |        | 4,645m | 2004년   |          |
| 봉산터널   |        | 475m   | 2004년   |          |
| 대명터널   |        | 476m   | 2004년   |          |
| 국평터널   |        | 540m   | 2004년   |          |
| 오수터널   |        | 1,270m | 2004년   |          |
| 무산터널   |        | 150m   | 2004년   |          |
| 인화1터널  |        | 160m   | 2004년   |          |
| 인화2터널  |        | 1,360m | 2004년   |          |
| 화정터널   |        | 1,580m | 2004년   |          |
| 남원터널   |        | 1,560m | 2004년   |          |
| 주생터널   |        | 405m   | 2004년   |          |
| 신기1터널  |        | 239m   | 1999년   |          |
| 신기2터널  |        | 91m    | 1999년   |          |
| 신기3터널  |        | 236m   | 1999년   |          |
| 오지터널   |        | 1,584m | 1999년   |          |
| 침곡터널   |        | 696m   | 1999년   |          |
| 대륙암터널 |        | 87m    | 1999년   |          |
| 송정터널   |        | 2,830m | 1999년   |          |
| 하암터널   |        | 262m   | 1999년   |          |
| 압록터널   |        | 273m   | 1999년   |          |
| 대판터널   |        | 374m   | 2001년   |          |
| 하안터널   |        | 727m   | 2001년   |          |
| 조시터널   |        | 1,070m | 2001년   |          |
| 칠안터널   |        | 78m    | 2001년   |          |
| 남암터널   |        | 223m   | 1999년   |          |
| 외구터널   |        | 280m   | 1999년   |          |
| 내구터널   |        | 400m   | 1999년   |          |
| 괴목터널   |        | 60m    | 1999년   |          |
| 병풍터널   |        | 5,672m | 1999년   |          |
| 구천터널   |        | 504m   | 1999년   |          |
| 용산터널   |        | 163m   | 1999년   |          |
| 삼산터널   |        | 590m   | 1999년   |          |
| 조곡터널   |        | 810m   | 2010년   |          |
| 연향터널   |        | 1,063m | 2010년   |          |
| 해룡터널   |        | 2,370m | 2010년   |          |
| 발흥터널   |        | 1,414m | 2010년   |          |
| 율촌터널   |        | 1,010m | 2010년   |          |
| 덕양터널   |        | 295m   | 2011년   |          |
| 여천터널   |        | 5,910m | 2011년   |          |
| 마래터널   |        | 1,968m | 2011년   |          |
| ---------- | ------ | ------ | -------- | -------- |

## 전라선의 교통량

### 열차 통과량
2023년도 철도통계연보에 따르면, 전라선을 경유하는 정기열차의 운행 빈도는 다음과 같다.(단위 : 회/일, 작성기준 : 편도, 주중)
| 운행구간          | 선로용량 | 고속열차 | 일반여객 | 컨테이너 | 일반화물 | 운행총계 |
| ----------------- | -------- | -------- | -------- | -------- | -------- | -------- |
| 익산 - 동산       | 183      | 18       | 15       | 5        | 7        | 45       |
| 동산 - 순천       | 174      | 18       | 15       | 7        | 6        | 46       |
| 순천 - 여천       | 180      | 16       | 15       | 2        | 1        | 34       |
| 여천 - 여수엑스포 | 60       | 16       | 15       | 0        | 0        | 31       |

### 이용객 변동
다음 자료는 2000년부터 2015년까지 한국철도공사 한국철도통계 내용을 모은 것이다.
| 구분       | 이용 인원수 (명) | 이용 인원수 (명) | 이용 인원수 (명) | 이용 인원수 (명) | 이용 인원수 (명)             | 이용 인원수 (명)             | 이용 인원수 (명)             | 이용 인원수 (명)             | 이용 인원수 (명)             | 이용 인원수 (명)             | 이용 인원수 (명)             | 이용 인원수 (명)             | 이용 인원수 (명)             | 이용 인원수 (명)             | 이용 인원수 (명)             | 이용 인원수 (명)             | 각주   |
| 구분       | 2000년           | 2001년           | 2002년           | 2003년           | 2004년                       | 2005년                       | 2006년                       | 2007년                       | 2008년                       | 2009년                       | 2010년                       | 2011년                       | 2012년                       | 2013년                       | 2014년                       | 2015년                       | 각주   |
| ---------- | ---------------- | ---------------- | ---------------- | ---------------- | ---------------------------- | ---------------------------- | ---------------------------- | ---------------------------- | ---------------------------- | ---------------------------- | ---------------------------- | ---------------------------- | ---------------------------- | ---------------------------- | ---------------------------- | ---------------------------- | ------ |
| 비둘기     | 1                | 0                | 0                | 0                | 0                            | 0                            | 0                            | 0                            | 0                            | 0                            | 0                            | 0                            | 0                            | 0                            | 0                            | 0                            | [ 20 ] |
| 통일(통근) | 330,709          | 299,433          | 260,924          | 248,412          | 191,758                      | 228,000                      | 263,561                      | 275,312                      | 0                            | 0                            | 0                            | 0                            | 0                            | 0                            | 0                            | 0                            | [ 20 ] |
| 무궁화     | 2,360,019        | 2,490,291        | 2,299,801        | 2,135,073        | 2,016,620                    | 2,146,456                    | 2,096,154                    | 2,083,140                    | 2,217,863                    | 2,158,104                    | 2,253,172                    | 2,263,487                    | 2,820,202                    | 2,516,154                    | 2,438,313                    | 2,356,354                    | [ 20 ] |
| 새마을     | 348,296          | 362,697          | 327,004          | 295,113          | 318,822                      | 344,182                      | 340,486                      | 361,153                      | 377,729                      | 398,950                      | 445,262                      | 433,937                      | 269,819                      | 207,392                      | 287,812                      | 320,643                      | [ 20 ] |
| KTX        | 미개통           | 미개통           | 미개통           | 미개통           | 미개통                       | 미개통                       | 미개통                       | 미개통                       | 미개통                       | 미개통                       | 미개통                       | 137,116                      | 826,339                      | 864,535                      | 1,001,435                    | 1,491,138                    | [ 20 ] |
| 건설       | 6,279            | 8,261            | 9,174            | 9,926            | 각 종별 열차 이용객에 포함됨 | 각 종별 열차 이용객에 포함됨 | 각 종별 열차 이용객에 포함됨 | 각 종별 열차 이용객에 포함됨 | 각 종별 열차 이용객에 포함됨 | 각 종별 열차 이용객에 포함됨 | 각 종별 열차 이용객에 포함됨 | 각 종별 열차 이용객에 포함됨 | 각 종별 열차 이용객에 포함됨 | 각 종별 열차 이용객에 포함됨 | 각 종별 열차 이용객에 포함됨 | 각 종별 열차 이용객에 포함됨 | [ 20 ] |
| 정기권     | 71,399           | 86,761           | 73,182           | 57,137           | 각 종별 열차 이용객에 포함됨 | 각 종별 열차 이용객에 포함됨 | 각 종별 열차 이용객에 포함됨 | 각 종별 열차 이용객에 포함됨 | 각 종별 열차 이용객에 포함됨 | 각 종별 열차 이용객에 포함됨 | 각 종별 열차 이용객에 포함됨 | 각 종별 열차 이용객에 포함됨 | 각 종별 열차 이용객에 포함됨 | 각 종별 열차 이용객에 포함됨 | 각 종별 열차 이용객에 포함됨 | 각 종별 열차 이용객에 포함됨 | [ 20 ] |
| 합계       | 3,116,703        | 3,247,443        | 2,970,085        | 2,745,661        | 2,527,200                    | 2,718,638                    | 2,700,201                    | 2,719,605                    | 2,595,592                    | 2,557,054                    | 2,698,434                    | 2,834,540                    | 3,916,360                    | 3,588,081                    | 3,727,560                    | 4,168,135                    | [ 20 ] |

2011년 순천완주고속도로 개통 이전까지는 병행하는 고속도로가 없었고, 호남 지방에서 인구가 많았으며, 산업단지가 밀집한 호남 동부 지역을 연결해 수요가 많은 편이다.

## 고속화
1990년부터 경부고속철도과 호남, 동서고속철도에 이어서 4번째로 이리에서 여수까지 잇는 전라선 고속철도를 건설계획을 수립했다. 실제로 전라선은 2011년 10월 5일 복선전철화가 되어 KTX 운행이 시작되었고, 2012년 5월 1일 고속화되어 운행시간이 단축되었다.
그러나 230km/h까지만 운행이 가능하고 기존선으로 운행하기 때문에 새마을호와 비슷한 중저속으로 운행하면서 '무늬만 고속철도'라는 비판이 제기되었다. 그래서 이를 해결하기 위해 전라선권 지자체장은 전라선 고속철도 건설 사업의 조속한 추진을 요구하고 나섰다.

## 같이 보기
- 한국철도공사